# أتوغا (آيت عثمان)
أتوغا هو دُوَّار يقع بجماعة أسايس، دائرة تالوين، إقليم تارودانت، جهة سوس ماسة في المملكة المغربية. ينتمي الدوّار لمشيخة آيت عثمان، وهو معروف بالنوع من الخضروات تسمى الگرعة، يقدر عدد سكانه بـ 611 نسمة و116 أسرة، حسب الإحصاء الرسمي للسكان، لسنة 2024.

## وصلات خارجية
- البوابة الوطنية للجماعات الترابية
- المندوبية السامية للتخطيط